# Ptilodactyla formosana
Ptilodactyla formosana is een keversoort uit de familie Ptilodactylidae. De wetenschappelijke naam van de soort is voor het eerst geldig gepubliceerd in 1996 door Nakane.